# Дизоргазмія
Дизоргазмія — це відчуття болю після оргазму, зазвичай у животі. Захворювання може виникати під час або після оргазму, іноді навіть через кілька годин після оргазму.
І чоловіки, і жінки можуть відчувати оргазмічний біль. Цей термін іноді використовується як синонім із болісною еякуляцією, коли її відчуває чоловік, але біль при еякуляції є лише підтипом чоловічої дизоргазмії, оскільки чоловіки можуть відчувати біль без еякуляції.
Явище мало вивчене і недостатньо досліджене. Дизоргазмія може бути побічним ефектом хірургічних втручань, таких як простатектомія.